# Anodontia alba
Anodontia alba is een tweekleppigensoort uit de familie van de Lucinidae. De wetenschappelijke naam van de soort is voor het eerst geldig gepubliceerd in 1807 door Link.

Fossiel exemplaar uit het Plioceen